# Marek Baránek
Marek Baránek (* 1. března 1995 Ústí nad Labem) je český hokejový obránce, hrající za tým HC Verva Litvínov.

## Kariéra
Marek Baránek začal svou hokejovou kariéru ve 3 letech, kdy ho rodiče přivedli na ústecký zimní stadion.
Později hrál v juniorském Litvínovu, kde zpočátku nedostával jako sedmý bek prostor.
Reprezentoval také Česko, zúčastnil se Mistrovství světa juniorů 2015.
Za pár měsíců slavil titul s litvínovským A-týmem.
Jeho velkým hokejovým vzorem byl Švéd Nicklas Lidström.